# العلاقات البنمية الجنوب سودانية
العلاقات البنمية الجنوب سودانية هي العلاقات الثنائية التي تجمع بين بنما وجنوب السودان.

## مقارنة بين البلدين
هذه مقارنة عامة ومرجعية للدولتين:
| وجه المقارنة                                              | بنما                      | جنوب السودان                  |
| --------------------------------------------------------- | ------------------------- | ----------------------------- |
| المساحة (كم2)                                             | 74.18 ألف                 | 619.75 ألف                    |
| عدد السكان (نسمة)                                         | 4.10 مليون                | 12.58 مليون                   |
| الكثافة السكانية (ن./كم²)                                 | 55.27                     | 20.3                          |
| العاصمة                                                   | بنما                      | جوبا                          |
| اللغة الرسمية                                             | اللغة الإسبانية           | لغة إنجليزية                  |
| العملة                                                    | بالبوا بنمي، دولار أمريكي | جنيه جنوب سوداني، جنيه سوداني |
| الناتج المحلي الإجمالي (بليون دولار)                      | 61.84 مليار               | 2.90 مليار                    |
| الناتج المحلي الإجمالي (تعادل القوة الشرائية) بليون دولار | 87.37 مليار               | 22.88 مليار                   |
| الناتج المحلي الإجمالي الاسمي للفرد دولار أمريكي          | 13.27 ألف                 | 73                            |
| الناتج المحلي الإجمالي للفرد دولار أمريكي                 | 20.89 ألف                 | 2.02 ألف                      |
| مؤشر التنمية البشرية                                      | 0.780                     | 0.467                         |
| رمز المكالمات الدولي                                      | +507                      | +211                          |
| رمز الإنترنت                                              | .pa                       | .ss                           |
| المنطقة الزمنية                                           | 00                        | ت ع م+03:00                   |

## منظمات دولية مشتركة
يشترك البلدان في عضوية مجموعة من المنظمات الدولية، منها:
| علم المنظمة | اسم المنظمة                               | تاريخ انضمام بنما | تاريخ انضمام جنوب السودان |
| ----------- | ----------------------------------------- | ----------------- | ------------------------- |
|             | يونسكو                                    | 10 يناير 1950     | 27 أكتوبر 2011            |
|             | مؤسسة التمويل الدولية                     | 20 يوليو 1956     | 18 أبريل 2012             |
|             | المركز الدولي لتسوية المنازعات الاستشارية | 8 مايو 1996       | 18 مايو 2012              |
|             | مؤسسة التنمية الدولية                     | 1 سبتمبر 1961     | 18 أبريل 2012             |
|             | وكالة ضمان الاستثمار متعدد الأطراف        | 21 فبراير 1997    | 18 أبريل 2012             |
|             | الاتحاد البريدي العالمي                   | ?                 | ?                         |
|             | منظمة الشرطة الجنائية الدولية             | ?                 | ?                         |
|             | الأمم المتحدة                             | 13 نوفمبر 1945    | 14 يوليو 2011             |
|             | الاتحاد الدولي للاتصالات                  | 14 يوليو 1914     | 3 أكتوبر 2011             |
|             | البنك الدولي للإنشاء والتعمير             | 14 مارس 1946      | 18 أبريل 2012             |

## وصلات خارجية
- موقع وزارة الخارجية البنمية
- موقع وزارة الخارجية الجنوب سودانية